# Tipula (Formotipula) dusun
Tipula (Formotipula) dusun is een tweevleugelige uit de familie langpootmuggen (Tipulidae). De soort komt voor in het Oriëntaals gebied.